# ピーナッツ最中

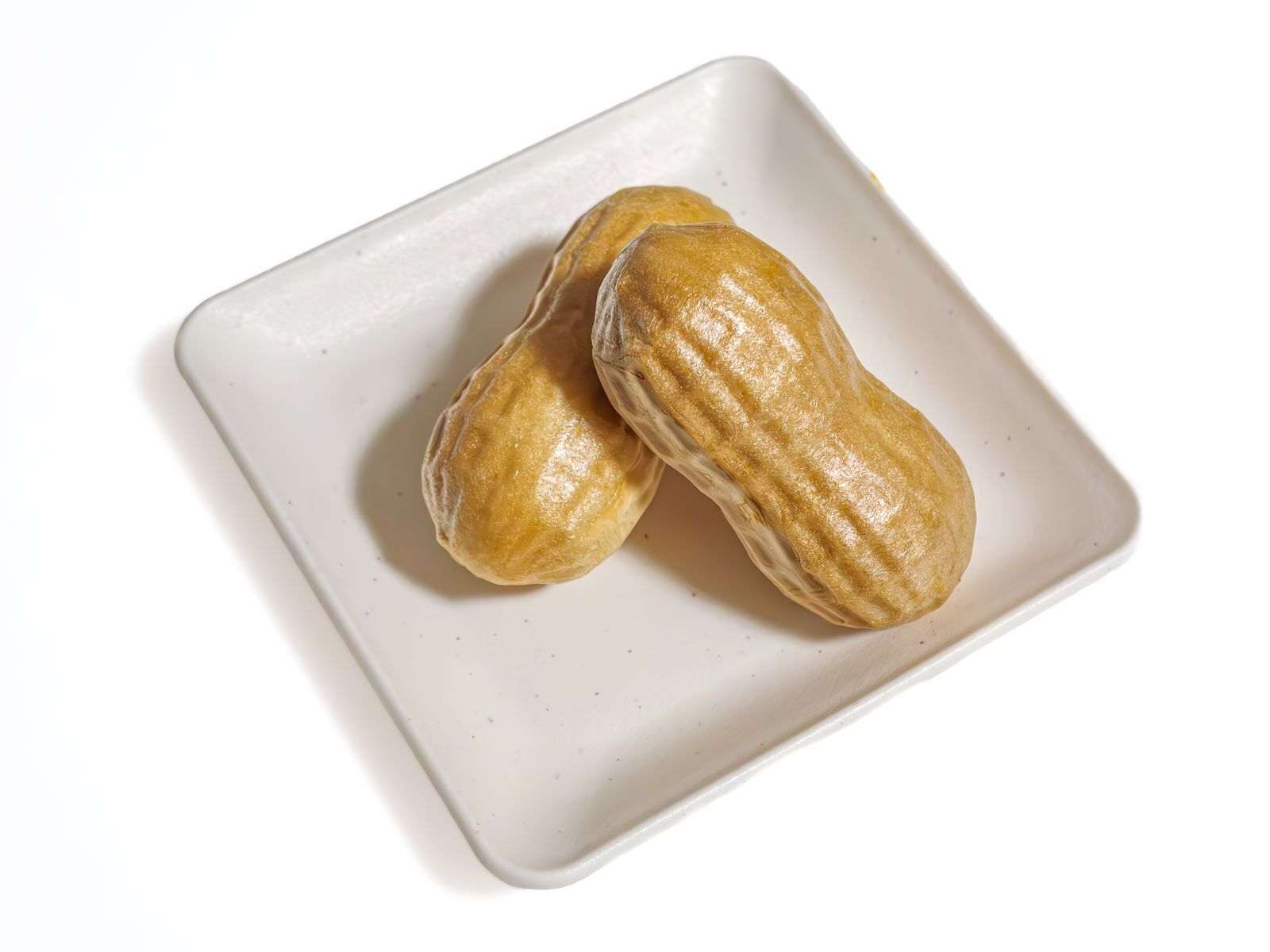
ピーナッツ最中

ピーナッツ最中(ぴーなっつもなか)は千葉県の名産品。ピーナッツにちなんだ房総の郷土菓子。ピーナッツの殻の形をした最中が基本形である。千葉県特産のピーナッツを練りこんで作る餡と見た目も可愛らしいピーナッツの形をした皮が特徴の最中。見て楽しく食べて美味しい千葉県の銘菓。
落花生最中（らっかせいもなか）とも呼称されるが落花生の「落」を「楽」に変えた縁起名「楽花生最中」を使用している例もある。

## 概要
落花生をかたどった風味豊かな最中皮。その最中皮で特製の落花生餡を包んだ「落花生あん」と、ふくよかな小豆の風味を存分に楽しめる「小豆つぶあん」の二種がある。落花生の蜜漬けを大手芒(白いんげん豆)を使った白餡と共に焚き上げた、特製餡など多岐に及ぶ。
外見やコンセプトがほぼ同じな「ぴーなっつ最中」「ぴいなっつ最中」「ピーナツ最中」「らっかせい最中」「落花最中」「落花生最中」など、千葉県を中心に多数の商品が存在する。

## 主な製造販売企業
表記内容は左から順に、企業名（企業名と異なる屋号がある場合、丸括弧（ ）内に記す）、個別商品の代表例（鉤括弧「 」内）。 
- なごみの米屋「ぴーなっつ最中」
  - 風味豊かなぴーなっつの甘煮が煉り込まれた餡を愛らしい落花生の形の最中種に詰めた逸品。幸せのクローバーを握ったレアデザインもある。
- オランダ家「楽花生最中」
  - 落花生をかたどったお米の風味豊かな最中皮と、千葉県産落花生100％を使用した落花生の蜜漬けを大手芒を使った白餡と共に焚き上げた特製餡。

## 受賞歴・メディア紹介
- 2014年（平成26年）6月 - ぴーなっつ最中 開発者がその功績により、全国和菓子協会から和菓子会の名誉ある称号である「伝統和菓子職」に認定される。
  - なごみの米屋「ぴーなっつ最中」[3]
    - 2008年（平成20年）4月 -  第46回 推奨観光土産品審査会で、「全国観光土産品連盟会長賞」を受賞。
    - 2008年（平成20年）4月 - 第25回 全国菓子大博覧会（姫路）で、「橘花榮光章（きっかえいこうしょう）」を受賞。
    - 2013年（平成25年）4月 - 第26回 全国菓子大博覧会（広島）で、「名誉総裁賞」を受賞。
    - 2018年（平成30年）4月 - 日本ギフト大賞 千葉賞を受賞。
- 2008年（平成20年）11月 - 文芸春秋月間「CREA」で、読者が選ぶ『47都道府県のクチコミ手土産』特集にて、千葉の手土産の定番として紹介される。
- 2009年（平成21年）03月 - 「日刊ゲンダイ」の『残したい日本の食遺産』コーナーにて紹介される。
- 2010年（平成22年）01月 - アスキー・メディアワークス月刊「デンゲキニンテンドーDS」にて、ゲームソフト『桃太郎電鉄』シリーズに登場するご当地菓子として紹介される。
- 2017年（平成29年）02月 - 理論社の小中学生向け学習教本「調べてみよう都道府県の特産品 お菓子編」で、千葉県のお菓子として紹介される。